# Mira integralis
Mira integralis är en stekelart som först beskrevs av Mercet 1921.  Mira integralis ingår i släktet Mira och familjen sköldlussteklar. Inga underarter finns listade i Catalogue of Life.